# Bő
Bő is een plaats (község) en gemeente in het Hongaarse comitaat Vas. Bő telt 684 inwoners (2001).